# المغيربة (العدين)

تعديل مصدري - تعديل

المغيربة محلة تابعة لقرية قصيع العمارنة، التابعة لعزلة العمارنة بمديرية العدين إحدى مديريات محافظة إب في الجمهورية اليمنية، بلغ تعداد سكانها 26 حسب تعداد اليمن لعام 2004.